# Црква Светог пророка Јеремије у Врбовцу
Црква Светог Пророка Јеремије у Врбовцу, месту на територији града Смедерева, подигнута је 1939. године и као непокретно културно добро има статус споменика културе.

## Историјат
Црква у Врбовцу је посвећена Светом пророку Јеремији, сазидана је као спомен црква са костурницом у коју су пренети земни остаци ратника 11. пука Шумадијске дивизије I позива, палих у борбама на Врбовачким косама и Церјаку октобра 1915. године. Историјске околности су условиле да она не буде само трајна меморија на изгинуле ратнике у бици на Врбовачким косама и Церјаку, већ и на људе и догађаје у ратовима 1912-1918. године о чему сведоче и три спомен плоче од црног мермера. Спомен-црква је освећена 14. маја 1939.

## Архитектура
Црква је изграђена у духу моравске школе српске средњовековне архитектуре. У основи је триконхална грађевина сажетог типа са једном куполом, добијена тако што су правоугаоној основи, у коју је уписан крст, додате три апсиде са источне, јужне и северне стране. На тај начин је створена компактна целина са олтарским простором на истоку, наосом са куполом и двема певницама са северне и јужне стране и припратом на западу над којом су галерија и звоник са куполом. Испод олтарског простора, налази се спомен костурница. Реч је о малој просторији полукружне основе у габаритима олтарске апсиде у коју се улази преко отвора у поду наоса. Црква је зидана опеком у кречном малтеру, малтерисана и окречена белом бојом уз употребу црвене за наглашавање појединих архитектонских и декоративних елемената. Декоративна обрада фасада заснована је на узорима традиционалне средњовековне архитектуре моравске стилске групе (хоризонтална и верикална елевација, полихромија, декоративна пластика).
Зидно сликарство и иконе на иконостасној прегради врбовачке цркве рад су руског академског сликара Андреја Биценка, који је био ангажован на њеном осликавању током 1938. године.